# Falange macedone

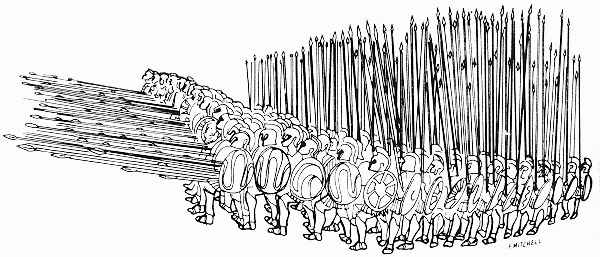
La falange macedone.

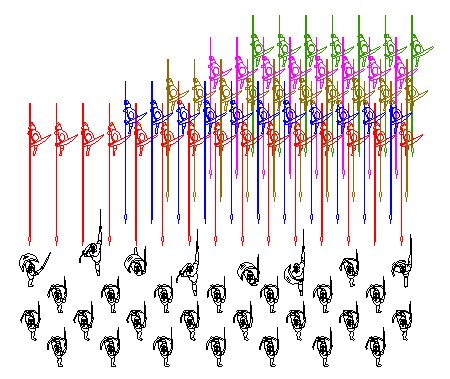
Ricostruzione: carica di fanti contro i pezeteri schierati nella falange.

La falange macedone era una particolare formazione dell'esercito del Regno di Macedonia, introdotta dal sovrano Filippo II di Macedonia, padre di Alessandro Magno, durante la sua radicale riforma delle forze armate.

## Origini
Filippo II di Macedonia era stato prigioniero dei Tebani (368-365 a.C.) quando Tebe era divenuta la maggior potenza militare della Grecia grazie alla sconfitta inflitta a Sparta nella battaglia di Leuttra (371 a.C.); ebbe così modo di vedere in azione il "Battaglione sacro" ed il rivoluzionario schieramento detto "falange obliqua", inventato da Epaminonda ispirandosi anche all'idea di Pagonda.
Fatto tesoro dell'esperienza tebana, Filippo riformò le forze di fanteria del regno di Macedonia, superando il vecchio modello della falange oplitica anche grazie alla rivalutazione dei corpi di fanteria leggera operata dallo stratego ateniese Ificrate, i cui peltasti si erano ben portati nella guerra di Corinto (392 a.C.).

## Descrizione
La falange macedone riuniva al suo interno diversi reparti di fanteria pesante:
- Gli hypaspistai (ὑπασπισταὶ τῶν ἑταίρων, hypaspistaì tỗn hetaírôn o "portatori di scudi dei compagni"), erano un corpo di opliti d'élite. Protetti da armatura, portavano il pesante scudo greco, l'aspis, ed erano armati di picca e spada. Erano suddivisi in chiliarchie di un migliaio di uomini[2];
- I pezeteri componevano i ranghi della tàxis (τὰξις), il cuore della falange. Erano protetti da armature pesanti, complete di schinieri, ed armati con la lunghissima picca macedone, la sarissa di 5–7 m, che obbligava i soldati a portare lo scudo sulla spalla sinistra. I ranghi erano suddivisi in chiliarchie di dimensioni più ridotte rispetto agli hypaspistai[3].

Lo schieramento della falange era rettangolare, con la fronte al nemico: le lunghe sarisse delle prime file venivano puntate orizzontalmente davanti alla falange, mentre quelle dei compagni più arretrati venivano tenute in alto e abbassate solo nel momento dell'impatto con il nemico, quando le file della falange si comprimevano. In questo modo, una falange pronta al combattimento assumeva l'aspetto di un gigantesco istrice: durante l'assalto le prime sarisse colpivano il nemico e costringevano chi riusciva ad evitarle a restare in mezzo alle loro aste, fornendo alle sarisse delle file retrostanti dei bersagli fissi su cui concentrarsi. Schiacciati gli uni contro gli altri, gli uomini della tàxis si proteggevano vicendevolmente con gli scudi portati sulla spalla.
Il principale difetto dello schieramento di fanteria pesante macedone era la vulnerabilità ai fianchi. Compito degli hypaspistai era appunto proteggere i fianchi dei fanti armati di sarissa o altre armi leggere sfruttando la loro maggior rapidità per le azioni di disturbo nel corpo-a-corpo. Ulteriore protezione veniva garantita dalla mobilissima cavalleria degli etèri, solitamente posizionata ai fianchi dello schieramento macedone.
La sconfitta della falange tebana ad opera dei macedoni di Filippo nella Battaglia di Cheronea (338 a.C.) dimostrò la supremazia dell'esercito macedone sui convenzionali schieramenti del mondo classico.
Durante la battaglia del Granico (334 a.C.), nel corso della conquista dell'Asia Minore, la tattica di Alessandro fu di aprire dei varchi nella fanteria nemica, lasciando poi spazio alla cavalleria per spezzare l'esercito persiano (che era disposto lungo le ripide rive del fiume), permettendo alla falange macedone di caricare con le sarisse, ponendo fine alla battaglia.
Questo tipo di falange fu riutilizzata con piccoli ritocchi dai diadochi e rimase la formazione base in quasi tutto il mondo ellenico. Questa tattica era estremamente efficace contro la fanteria disorganizzata e la cavalleria. Inoltre non vi era la tendenza, a differenza della normale falange greca, che gli uomini del fianco sinistro avanzassero piegando la formazione. La falange macedone, dopo alcune vittorie contro Roma, venne tuttavia sconfitta nella Battaglia di Pidna; le legioni sfruttarono la loro superiore mobilità per aggirare le falangi macedoni e attaccarle lateralmente o nei punti scoperti: infatti la falange, per inseguire i soldati romani, si era scompattata rimanendo scoperta nei fianchi e si era spinta su un terreno collinare su cui era praticamente impossibile mantenere la formazione. Questa sconfitta segnò il declino della falange, ormai troppo dissimile da quella alessandrina, e l'ascesa dell'ormai più versatile legione romana.